# (3132) Landgraf
(3132) Landgraf est un astéroïde de la ceinture principale.

## Description
(3132) Landgraf est un astéroïde de la ceinture principale. Il fut découvert le 29 novembre 1940 à Turku par Liisi Oterma. Il présente une orbite caractérisée par un demi-grand axe de 3,15 UA, une excentricité de 0,13 et une inclinaison de 4,5° par rapport à l'écliptique.

## Compléments